# Ковара
Ковара или Мрежасти вргањ (lat. Suillellus luridus) микоризна је гљива из породице вргања (lat. Boletaceae) која расте у листопадним и четинарским шумама и то најчешће покрај букви и храстова на кречњачким теренима. Широко је распрострањена широм Европе, Азије и Северне Америке. Плодоноси од раног лета до касне јесени. Јестива је само уколико се пре конзумације термички обради. 

## Опис плодног тела
Клобук је најчешће до 15 цм (5−20 цм), меснат, полулоптаст, често и заобљен, сомотаст. Обојеност је веома варијабилна од маслинасте, окер до цигла црвена. Старији примерци су углавном тамнији. На местима додира постаје плаве до црне боје. Дршка је до 15x4 цм, у врху жућкаста, при основи наранџаста. Цела дршка је прекривена црвенкасном мрежицом која се издужује према основи. Цевчицесу 12 - 35 мм високе, маслинастожуте, као и клобук плаве на додир.Поре су веома ситне (диаметра: 0,5 - 0, 8 мм), светлонаранџасте, црвене,плаве на додир. Код старијих примерака иѕбледе. Месо је тврдо, светлежуте боје али изнад цевчица и у основи дршке црвено. Интензивно плави при додиру.

## Микроскопија
Споре су ушиљене, појединачно жуте боје у маси смеђемаслинасте боје. Величине 12-15x5-6,5µm. Хелиоцистије су велике heliocistidije 40-80x8-14µm.

## Отисак спора
Отисак спора је смеђемаслинасте боје.

## Галерија
- Ковара -
- Попречни пресек
- Попречни пресек